# Empis tajikistanica
Empis tajikistanica är en tvåvingeart som beskrevs av Chvala 1999. Empis tajikistanica ingår i släktet Empis och familjen dansflugor. Inga underarter finns listade i Catalogue of Life.